# Biecz
Biecz (kiejtéseⓘ) délkelet–lengyelországi kisváros a Kis-lengyelországi vajdaságban, Gorlice járásban, egyben Biecz község székhelye is. 1257-ben kapott városi rangot. A Ropa folyó mentén fekszik, a Kárpátok előhegyei közelében. Gazdag történelme, középkori műemlékei miatt a lengyel Kárpátalja gyöngyszemének, kis Krakkónak, valamint lengyel Carcassonne-nak is nevezik. 2012. december 31-én 4704 lakosa volt.
A Lengyel–Litván Unió idején a lengyel koronához tartozott. Virágkorát 14. és 15. században élte, királyi városi státusának köszönhetően. Élénk kereskedelmi kapcsolatokat ápolt Magyarországgal. A 16. század közepéig az egyik legnagyobb lengyel város volt. A 17. századtól fejlődése megtorpant, de így megőrizhette középkori városképét. Ma egy kis, festői turistaváros. számos műemlékkel. Néhány fém- és fafeldolgozó üzem is működik a településen, és van vasútállomása is. A város védőszentje 2007 óta az 1997-ben szentté avatott Szent Hedvig (lengyelül: Jadwiga Andegaweńska), a város egyik jótevője, 14. századi lengyel királynő, aki az Anjou-ház magyar királyi ágából származott.

## Etimológia
A történelmi forrásokban neve többféle alakban maradt fenn: Beyech, Begech, Begecz, Begesz, Beyecz, Beecz, Beycz, Byecz vagy Beiech. Neve legkorábban 11. századi dokumentumokban fordul elő. A 12–14. századokban leginkább a Biejecz formában találkozhatunk vele a forrásokban. Konrád lengyel fejedelemnek a német lovagrendet behívó oklevelében (1228) a város neve Beze alakban szerepel. A 13. században jelent meg a Biejcz forma, ami aztán fokozatosan állandósult, majd a mai Biecz-re rövidült.
Kazimierz Rymut és más nyelvészek szerint a név egy régi szláv Biejek személynévből, illetve ennek birtokos esetéből ered, ilyen nevű személy tulajdonában lehetett a vidék. Történtek kísérletek a városnév levezetésére a Benedykt keresztény személynévből, a Beszkidek hegység nevéből, de ezek nem bizonyultak sikeresnek. Rengeteg más elmélet, elképzelés is volt a város nevének eredetére, egyesek a Ptolemaiosz által említett, a Kárpátokban élő Biessi törzs nevével hozták összefüggésbe, mások a legenda szerint itt tevékenykedő Becz rablóvezérrel rokonítják a nevét, de voltak (sikertelen) kísérletek Bécs magyar nevével való egyeztetésére is.

## Földrajz
Biecz Lengyelország délkeleti részén, az Északi-Kárpátok előterében, a Beszkidek hegyei közötti átjáróban, a gorlicei völgyben fekszik, 35 kilométerre Szlovákia és 100 kilométerre Ukrajna határától. A város területe a 2009. január 1-i adatok szerint 17,71 km² A Ropa folyó eredetileg a városközponton át folyt, de a vasútépítés miatt elterelték, és ma a vasúttal nagyjából párhuzamosan a városközponton kívül halad. A dombos környezetben a városban jelentős szintkülönbségek vannak: legmagasabb pontja 369 méteren, legmélyebben fekvő része pedig 243 méteren van a tengerszint felett. A folyó jobb partján korábban kisebb kőolajkutak működtek, ma már nem termelnek.
A város 1138–1314 között a „Krakkói földnek” nevezett történelmi egységhez tartozott, amiből később a krakkói vajdaság lett. 1975-1998 között, amikor Lengyelországnak 49 vajdasága volt, Biecz ezek a közül a Krosno központú egységhez tartozott. 1999-től, amikor Lengyelország vajdaságainak számát 16 nagyobb, történelmileg is megalapozott egységre csökkentették – egyben igazodtak az EU NUTS követelményeihez is – Biecz Krakkóval együtt a Kis-lengyelországi vajdaságba került.
| Mezőgazdasági        | 1330 | 74,72 |
| Erdők, fás területek | 271  | 15,22 |
| Vízfelület           | 20   | 1,12  |
| Városi beépítettség  | 75   | 4,22  |
| Közlekedés           | 77   | 4,33  |
| Használaton kívül    | 7    | 0,39  |
| Egyéb                | -    | 0,00  |

Biecz térképe

A város kerületei

Biecz a külterületeivel

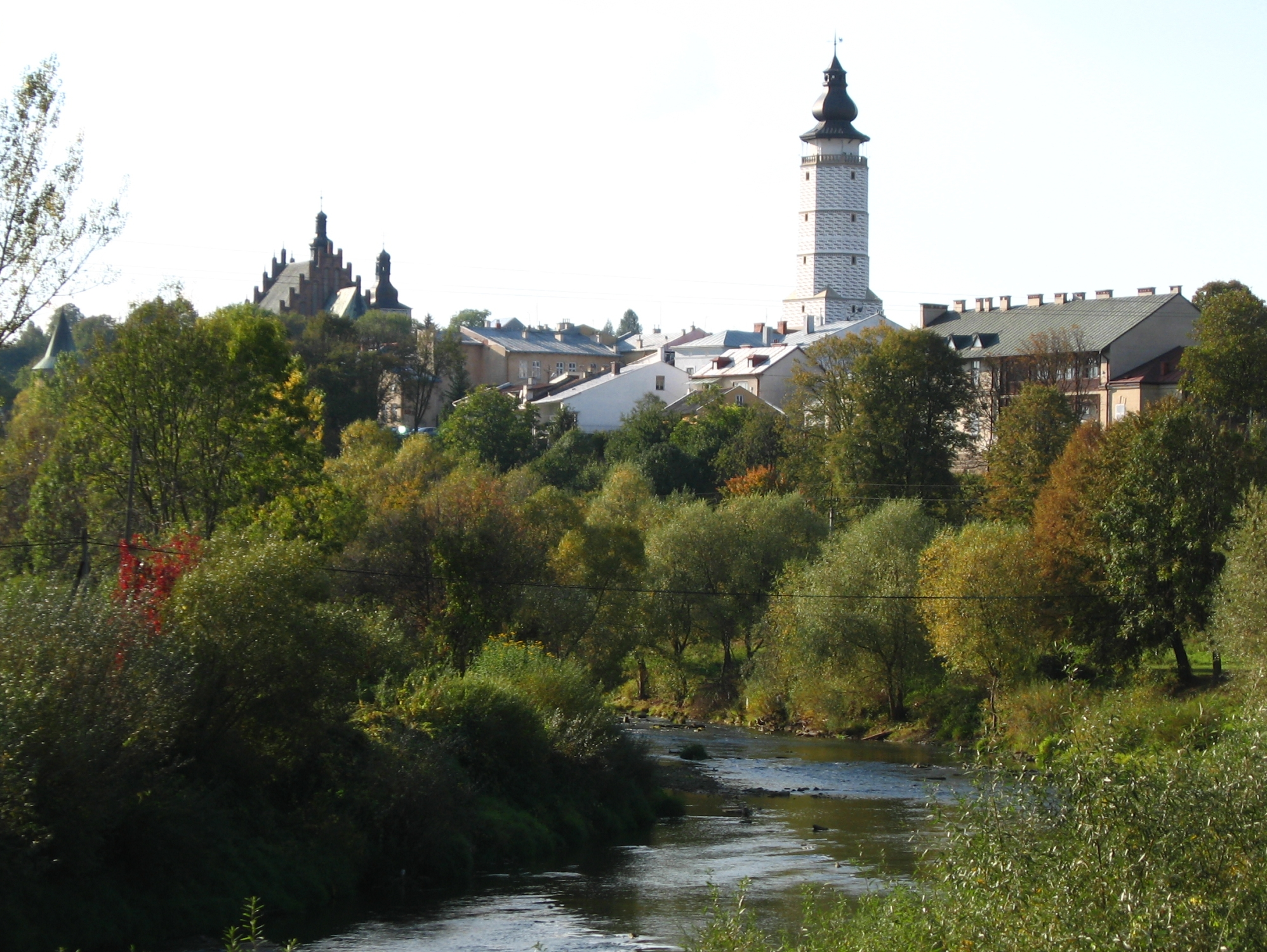
Kilátás a Ropa folyó felől az óvárosra

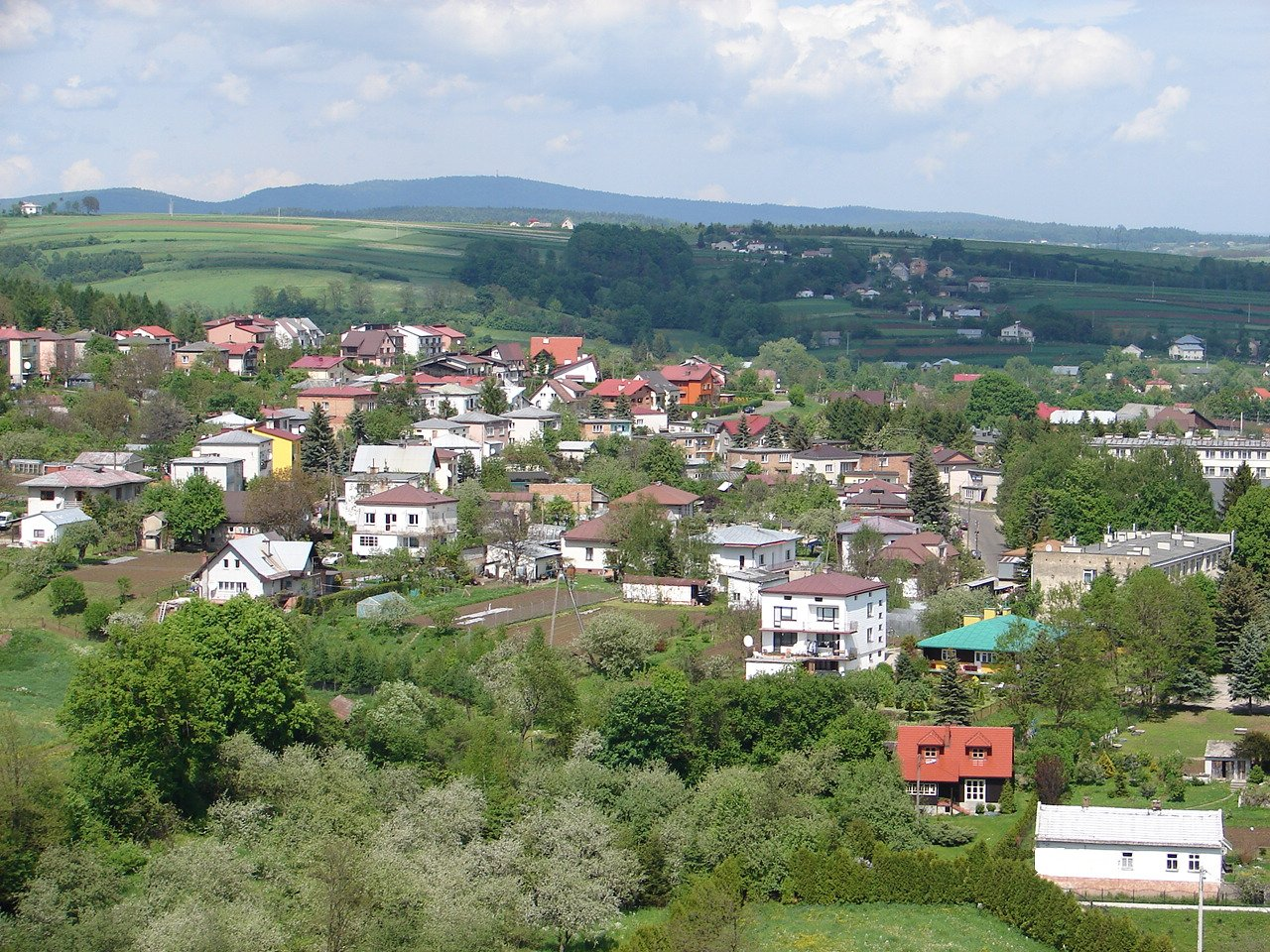
Az óvároson kívüli városrész

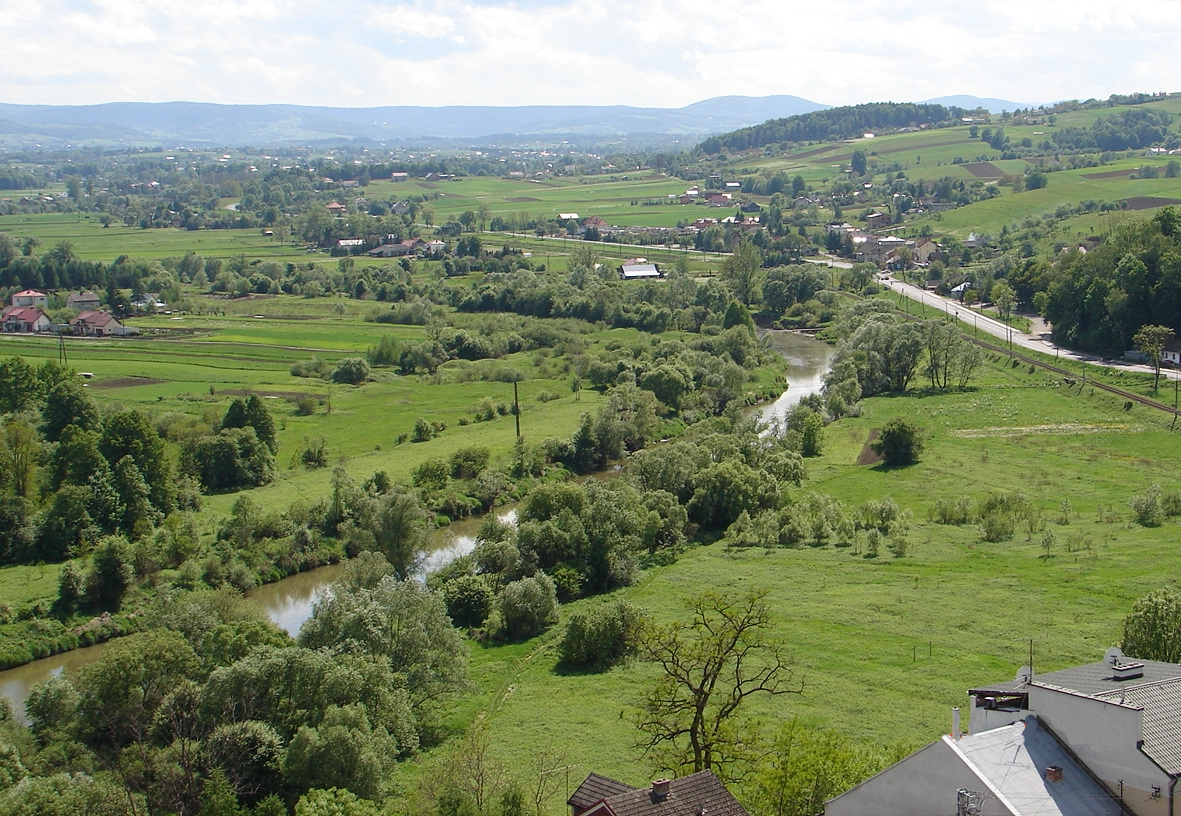
A Ropa folyó a városon kívül

A várossal szomszédos települések: Binarowa, Głęboka, Grudna Kępska, Korczyna, Libusza és Strzeszyn. A legközelebbbi város Gorlice, egyben a járás központja is. További városok még a közelben Jasło, Krosno, Nowy Sącza, Tarnów, Rzeszów és  Krakkó (125 km-re).

## Éghajlat
Az éves átlaghőmérséklet a városban 6 °C. A júliusi napi maximumok átlaga 17 °C, a januári napi minimumok átlaga −5 °C. Az éves csapadék átlaga 900 mm. A hótakaró évente átlag 100 napig tart ki, átlagos vastagsága 15 cm.

## A környező falvak és városok
A következő táblázatokban a legközelebbi falvak, illetve városok szerepelnek a megfelelő irányban Biecz városától:
| A legközelebbi falvak |          |               |
| Racławice             | Binarowa | Siepietnica   |
| Strzeszyn             | Biecz    | Grudna Kępska |
| Korczyna              | Wójtowa  | Głęboka       |

| A legközelebbi városok |         |          |
| Tuchów                 | Ryglice | Brzostek |
| Bobowa                 | Biecz   | Jasło    |
| Grybów                 | Gorlice | Dukla    |

### A város közigazgatási felosztása

#### Kiegészítő önkormányzati egységek
Biecz három, a lengyel közigazgatásban alkalmazott úgynevezett „kiegészítő önkormányzati egységre”, kerületre oszlik. Ezek a következők:
- 1. számú egység, a tulajdonképpen belváros, a következő utcákkal és közterületekkel: Ariańska, Barianów-Rokickich, Binarowska, Bochniewicza, Grodzka, Grunwaldzka, Harta, Kazimierza Wielkiego, Kolejowa, Kromera, Królowej Jadwigi, Krzemińskiego, Ligęzów, Nęckówka, Parkowa, Piekarska, 3 Maja, Podwale, Potockiego, Reformacka, Rynek, Skłodowskiej, Słoneczna, Tumidajskiego, Tysiąclecia, Wapniska és Węgierska (azaz Magyar utca),
- 2. számú egység, a folyón túli terület, a következő utcákkal: Belna Dolna, Belna Górna és Załawie,
- 3. számú egység, az északkeleti külváros, a következő utcákkal: Przedmieście Dolne és Przedmieście Górne.

### Városrészek
A hivatalos felosztás mellett a városban élénken élnek a kis történelmi városrészek nevei az ezeken alapuló felosztás. Ezek a következők:
- Miasto: a korábban fallal körülhatárolt belváros; a falnak már csak a maradványai láthatók;
- Podwale: „Váralja”, a várfalakhoz kívülről csatlakozó terület;
- Załawie: a Ropa folyó jobb partja, a Korczyna faluval határos részen;
- Belna Dolna: A Ropa folyó további jobb oldali partja a 2. kerületben;
- Belna Górna: a Belna Górna utca vidéke a 2. kerületben;
- Przedmieście Dolne: a Przedmieście Dolne (Alsó előváros) és Kazimierz Wielki utcák menti település-rész;
- Kurpiel: Przedmieście Górne-nak is nevezik (Felső előváros), a Przedmieście Górne utca mentén;
- Osiedle Górne: „Felső település” a Tysiąclecia, Skłodowska, Królowa Jadwiga, és Słoneczny utcák mentén;
- Nęckówka: A Felső településen kívüli, főleg mezőgazdasági terület;
- Wapniska: a Jan Bochniewicz utca környéke;
- Harta: a Harta utca környéke.

## Történelem

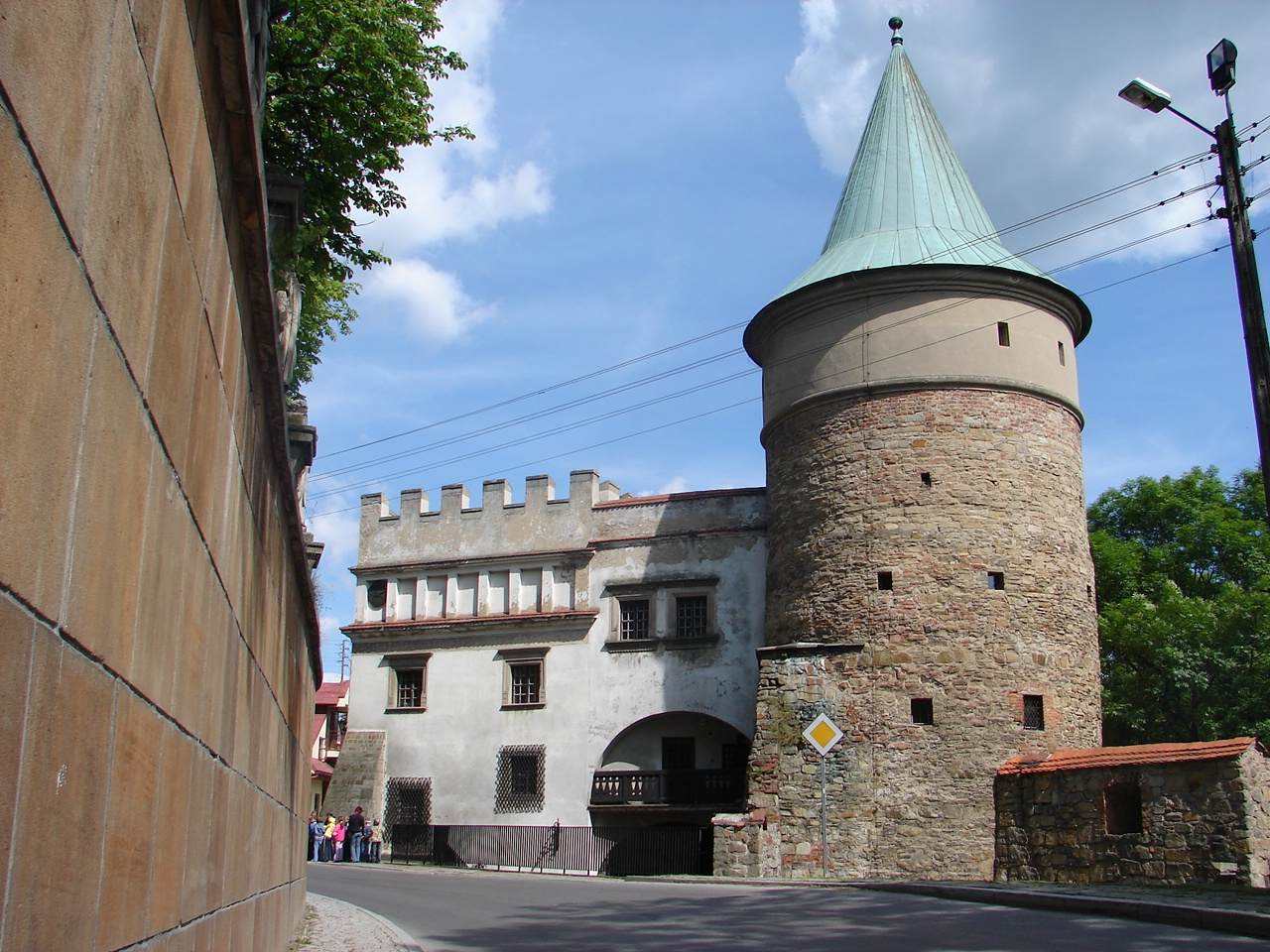
A Tanácsosok tornya

Az első települések emlékeit Biecz városából és környékéről az újkőkorszakból tárták fel, i. e. 4500 körüli datálással. A késő bronzkorban és a korai vaskorban a lausitzi kultúra virágzott ezen a területen. Az 1961-es ásatások során a vár területén kerámiamaradványokat és 2–5. századi, római és bizánci érméket találtak, ami azt jelzi, hogy az itteni kereskedelmi útvonalak ebben az időszakban is használatban voltak.
A hely első említése Merseburgi Thietmar krónikájából (1012–1018 körül) ismeretes. A mai városközpont közelében lévő dombon a 13. században egy 9. századi erődítmény helyén jelentősebb várat emeltek,  Biecz három ilyen jellegű építménye közül az elsőt. 1243-ból és 1257-ből származó dokumentumokból két várnagy (Castellanus) neve ismeretes: Nicolaus de Beycz és Bronisius de Begech. A vár stratégiai jelentőségét az adta, hogy a lengyel határ közelében, a Magyarországra, illetve a Vörösoroszországba vezető utak kereszteződésében épült.
Magdeburg mintájára városi jogokat kapott 1257-ben, valószínűleg V. Boleszláv lengyel fejedelemtől. Ezeket a jogokat később több uralkodó megerősítette, így 1363-ban Nagy Kázmér lengyel király is.
Egy Prágában 1303. március 24-re keltezett dokumentum szerint II. Vencel cseh király a várost Jan Muskata krakkói püspöknek adományozta, cserébe azért a területért, ahol később Nowy Sączot alapították. 1306 őszén a vár és a város tulajdonjoga I. Ulászló lengyel királyra szállt. Ettől kezdve a város és környéke a lengyel korona ellenőrzése alatt volt. I. Ulászló 1311. szeptember és 1312. április között innen irányította a Lengyelország egyesítésére irányuló hadjáratát. A várost ebben az időben Lengyelország fővárosának tekintették.
A város korai erődítményei földvár-jellegűek voltak. A 14. században azonban már álltak a kőfalak, mert II. Ulászló lengyel király egy fennmaradt dokumentum szerint 1399-ben minden egészséges férfit kirendelt azok megerősítésére. A 16. és a 17. században tovább terjeszkedtek az erődítmények, tizenhét tornyot is építettek.

### Biecz aranykora

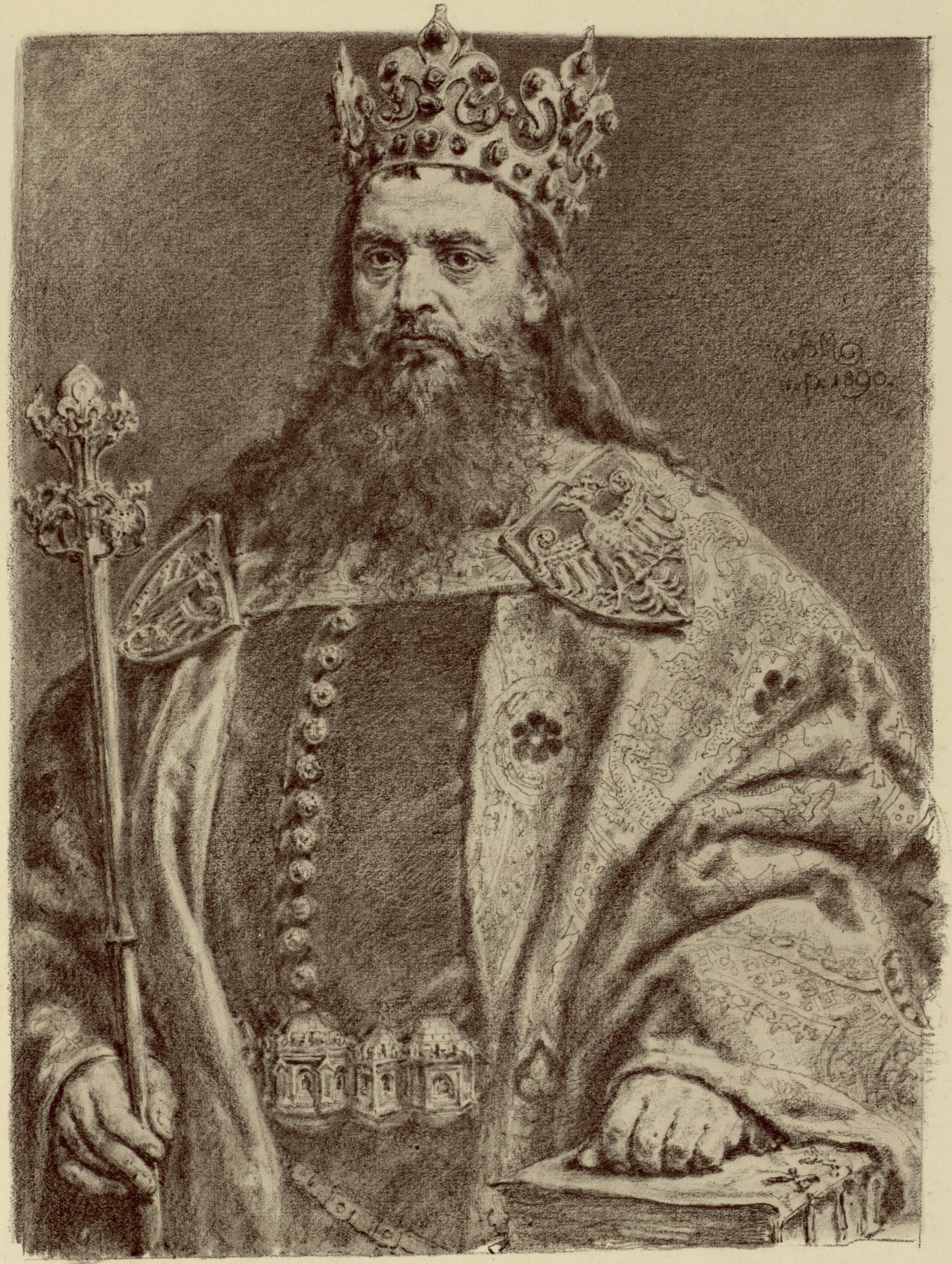
Nagy Kázmér király, aki sokat tett Biecz gazdasági felvirágzásáért

Nagy Kázmér élénk érdeklődést mutatott a város ügyei iránt. 1361-ben utasítást adott hivatalos mérlegek felállítására, textilüzemek építésére, és egy sor vásár megtartását kezdeményezte, amelyek mind fontos bevételi forrássá váltak. A város minden vállalkozásának adómentességet biztosított, ugyanakkor jövedelemhez juttatta a várost a környező falvakból.
A Jagellók idején a város sok kiváltságban részesült és virágzása folyamatos volt. Az uralkodók támogatása és a város kedvező földrajzi helyzete biztosították a gyors növekedést. IV. Kázmér lengyel király idején megépült az első városi vízellátó hálózat. 1372-ben I. Lajos magyar és egyben lengyel király úgy rendelkezett, hogy a Magyarországról Lengyelországba és azon keresztül Vörösoroszországba irányuló áruszállítmányoknak útba kell ejteniük Biecz városát, és adójukat ott kell megfizetniük.
A gazdasági fejlődés gyors népességnövekedést eredményezett. A 14. század végére Biecz Lengyelország legnagyobb városa lett, lakossága – az elővárosokat is beszámítva – meghaladta a 3000 főt. A 14. században már szoros kereskedelmi kapcsolatokat alakított ki a város Bártfával. Közigazgatási és igazságszolgáltatási központként működött, várnagy székhelye volt. A 14. század második felétől városi és területi bíróságok is működtek itt. Krakkó és Nowy Sacz mellett Bieczben is működött az úgynevezett magdeburgi városjog alapján létrehozott felső bíróság. Körzetéhez a 17. században 11 város és 264 falu tartozott. A városban három vár volt, és királyi székhelyet is kialakítottak. Mind a Piast, mind a Jagelló-dinasztia királyai gyakran tartózkodtak itt. A rajta átvezető kereskedelmi utak révén a város fontos gazdasági központ volt. A legfejlettebb kereskedelmi kapcsolatokat Magyarországgal ápolta. A városon keresztül vezetett a magyar borok útja a tokaji borvidékről Lengyelország belseje felé. Az értékes szállítmányokat gyakran támadták meg rablók, ezért fontossá vált a közrend biztosítása. A város bíróságai a rablókra súlyos ítéleteket szabtak ki, kivégzésük előtt kínzásoknak vetették alá őket, holttestüket pedig közszemlére tették az utak mentén. Biecz hóhérai híresek lettek szakmájukban, és a környező településeken is vállaltak kivégzéseket jó fizetségért. 1450-ből fennmaradt pénzügyi adatok szerint ilyen munkát végeztek abban az évben Jasło, Rymanów, Dukla, Dębowiec, Rzeszów, és Wojnicz városokban.
A kereskedelem mellett a városban gyorsan fejlődött a kézműipar is. A 14. században már 30 féle kézműves-tevékenység folyt a városban, közülük kiemelkedtek a textilipar különböző ágai, mint az ágyneműgyártás.

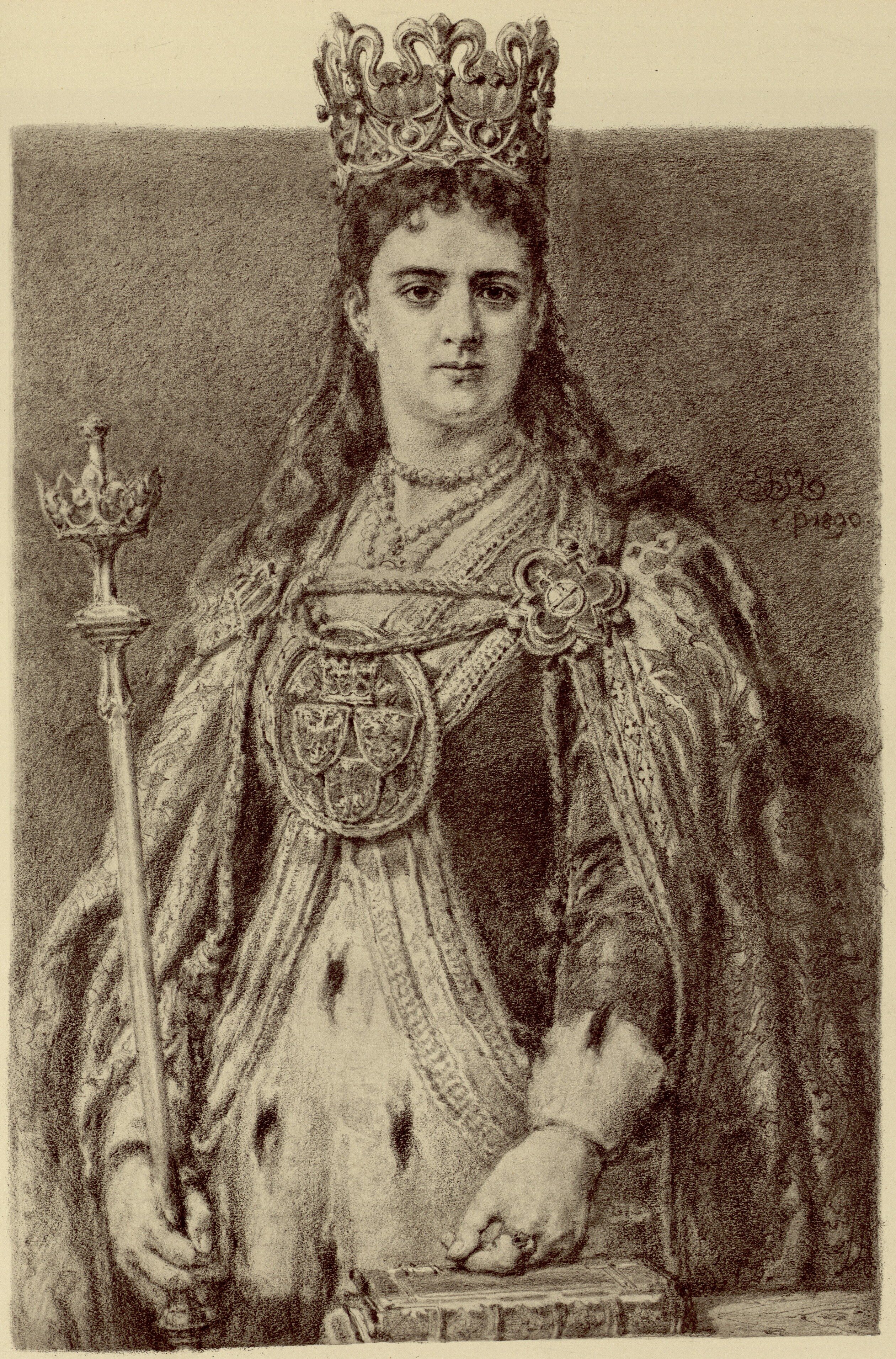
Hedvig lengyel királynő, a kórház alapítója és a város védőszentje

Számos középület és magánház épült a városban a 15. és a 16. században. 1395. július 25-én Hedvig lengyel királynő rendeletet bocsátott ki a Szpital św. Ducha (Szentlélek kórház) felépítéséről, aminek működését teljes egészében adóbevételekből finanszírozták.
Az évek során több templom épült a városban, legnagyobb számuk egyszerre hét volt. A legnagyobb közülük a Kościół Bożego Ciała, aminek a legrégebbi fennmaradt épületrészei 1480-ból származnak, de a fennmaradt dokumentumok szerint építését már 1326-ban megkezdték. A főhajót 1519-ben fejezték be, a főoltár 1604-ben készült el.
A városháza eredeti harangtornya 1569-ben épült, az épület többi része 1569 és 1580 között, mégpedig Marcin Kromer nagykereskedő adományaiból. A harangtoronyból hangzik el azóta is naponta négyszer a Hejnał Mariacki(en) (magyarul Szűz Mária hajnala, a magyar „hajnal” szóból ered) nevű hagyományos trombitaszóló. A Dom Barianów-Rokickich 1523-ban épült. Tulajdonosa Marcin Kromer volt és patikaként szolgált a 17. századig.
Biecz királyi város és közigazgatási, igazságügyi, katonai központ maradt a 12. századtól egészen 1783-ig. A 17. században Bieczhez tartozott három vár, a királyi udvar, királyi rezidenciák, további tizenegy város és 264 falu. A királyi rezidenciák használatban maradtak egészen II. János Kázmér lengyel király idejéig.
1505-ben Sándor lengyel király tovább erősítette a kereskedelmi kapcsolatokat Magyarországgal. A Bieczen keresztül haladó magyar export a tokaji bor mellett vasat, rezet, ólmot, sót, gyapjút foglalt magába. Kezdetben a magyar bor túl drága volt, ezért csak a leggazdagabbak tudták megvásárolni, de idővel szélesebb körben is elterjedt a fogyasztása és egyre nagyobb mennyiségben vásárolták. Egy 1618-as adat szerint a Nagy Kázmér által épített pincékben 331 hordó magyar bor volt.

Biecz 1617 körül Georg Braun and Franz Hogenberg ábrázolásában

A gazdasági fellendülés nyomán növekedett a műveltség megbecsülése is. 1528-ban új iskolaépület nyílt. A 15. és a 16. századokban a 150 fiatal tanult a városból a krakkói Jagelló Egyetem elődjén, amit akkor krakkói akadémiának neveztek. A diákok nagy része visszatért Biecz városába tanulmányainak elvégzése után.
A kultúra is fejlődött a városban. Az első panorámafestmény a városról 1617-ben készült. Ettől kezdve a Biecz számos műalkotásnak adott témát.  Később is tevékenykedtek a városban jeles művészek és írók, mint Jan Matejko, Stanisław Wyspiański, Tadeusz Rybkowski, Józef Mehoffer, Helena Krajewska, Miron Białoszewski.

### Hanyatlás
A 17. század közepétől kezdve a város hatalma, gazdasága háborúk, tűzvészek, természeti katasztrófák nyomán hanyatlásnak indult. Ebben nagy szerepet játszottak a svéd háborúk – az északi csapatok még ezt a déli lengyel várost is felégették. Az egyik legfontosabb oka a hanyatlásnak azonban a kereskedelmi utak megváltozása, és a magyar borkereskedelem fokozatos megszűnése volt.
1770. április 4-én egy lengyel parancsnok 100 fős lovasságával egy sokkal nagyobb orosz egységet támadott meg a közelben. Veresége nyomán az oroszok üldözőbe vették, és elfoglalták, kifosztották Biecz városát.
Biecz virágkora végérvényesen elmúlt 1772-ben, Lengyelország első felosztásával, amikor a város osztrák uralom alá került. 1776-ban a Habsburgok eladták a várost a Siemieńscy családnak, ezzel végleg a múlté lett a városi királyi státusza. 1783-ban megszűnt Biecz közigazgatási körzete. 1815 és 1840 között le is bontották a városházának azt a részét, ami e körzet igazgatását szolgálta.
1787-re a kereskedelem annyira lehanyatlott, hogy a céhek száma mindössze nyolcra csökkent. A megmaradók közül a legfontosabb a fonók céhe lett, mintegy 30 műhellyel, és a cipészeké, tizennégy műhellyel, de hamarosan az utóbbi is megszűnt az ipari cipőtermelés beindulásával. 

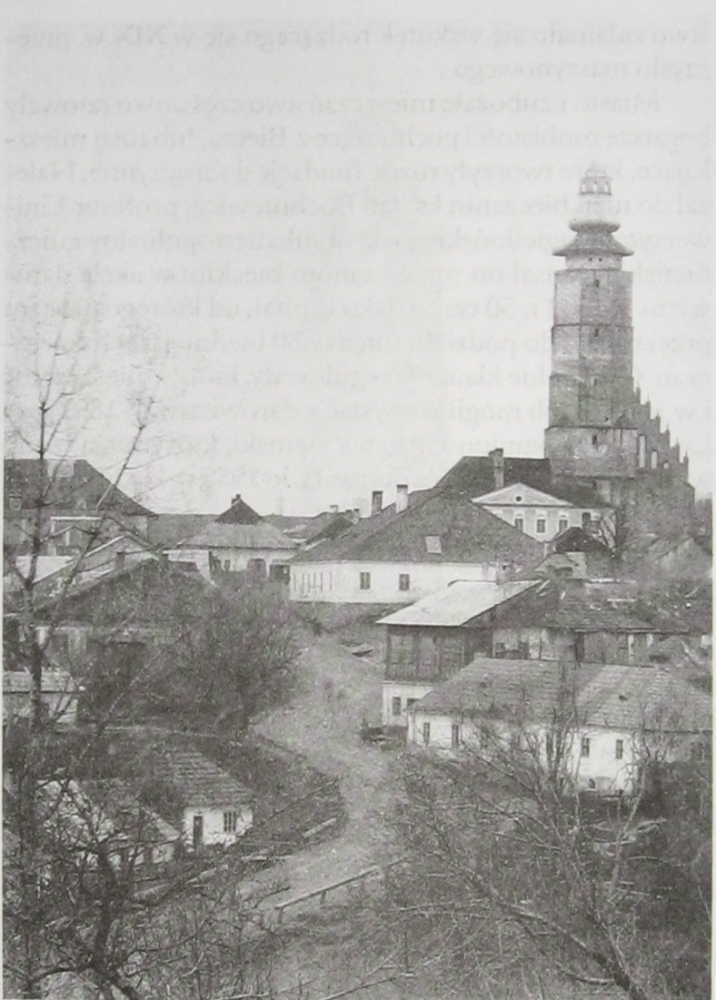
Biecz 1900-ban, nyugatról nézve

### 1850-1914

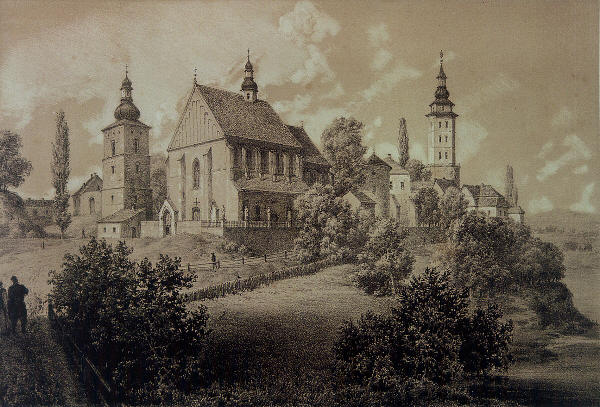
Maksymilian Fajans: Biecz a Ropa folyó felett, 1875–1883

Biecz újabb gazdasági fellendülése egészen a 19. század második feléig váratott magára. Ekkor kőolajat találtak Biecz területén, aminek a kitermelése és feldolgozása újra gazdaságot hozott a városba. 1879-ben kezdett működni az első olajkút. Hamarosan számos újgazdag élt már a városban; egyikük, Jan Bochniewicz atya létrehozott egy jótékony szervezetet, ami az általa felajánlott összeg kamatából a város ötven legszegényebb lakosát támogatta. Ez az alapítvány egészen 1958-ig működött. 1882-ben megépült Biecz első vasútállomása, 1889-ben megnyílt az első hitelintézet. 1891-ben új iskola épült, 1912-ben pedig egy leányiskola jött létre. A 19. század második felében már kezdtek felfigyelni a régi építészet értékeire, a műemlékekre, és megindult a védelmükre irányuló munka. Biecz hamarosan a történészek és építészek, műemlékvédők érdeklődésének középpontjába került.
1903. május 12-én azonban hatalmas tűzvész keletkezett a városban, ami az épületek felét elpusztította. A feljegyzések szerint elpusztult húsz zsidó üzlet, harminc katolikus ház, az adószedő hivatala, egy gyógyszertár, az újonnan épült zsinagóga, és a régi városháza egyaránt. Összesen 600 lakos maradt fedél nélkül.
A tűzvész áldozata lett az 1898-ban épült és Tadeusz Kościuszkoról elnevezett közkönyvtár is, ami addigra eleven kulturális központtá is vált. Ezt az épületet is hamarosan helyreállították, és 8000 kötetet helyeztek el benne.

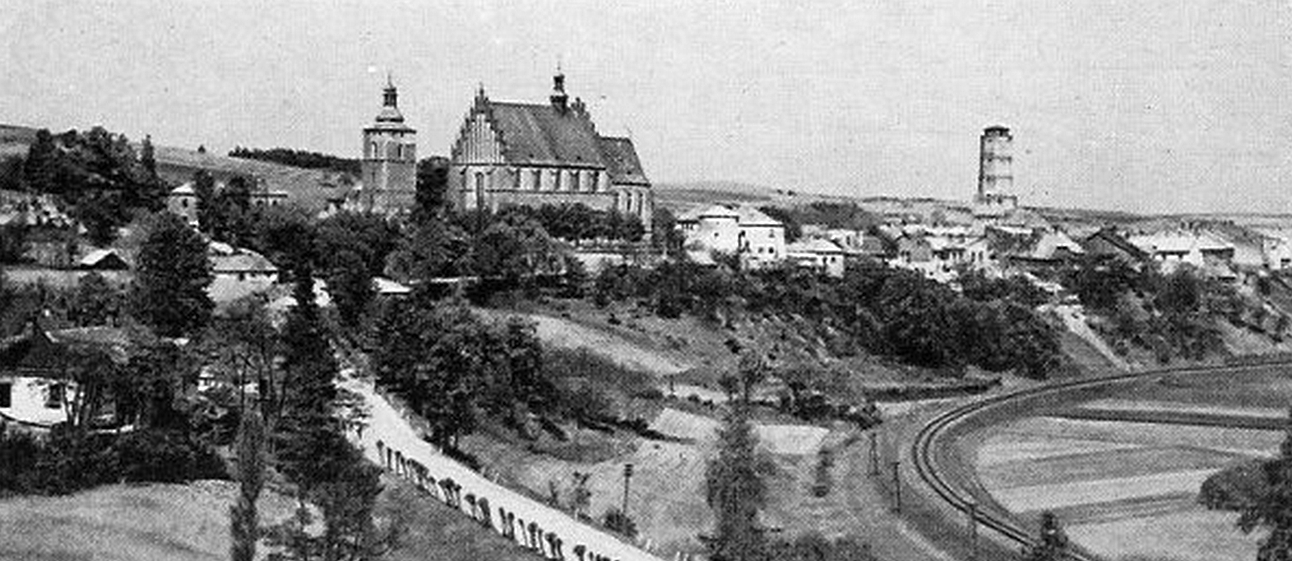
Biecz 1905 körül, a nagy tűzvész után

### 1914-1990
Az első világháború a város területét közvetlenül nem érintette, de a gorlicei áttörés áldozatai számára a közvetlen környéken öt nagy hadi temetőt kellett létesíteni.
A két világháború közötti időszakban újra növekedésnek indult a város, számos társadalmi szervezet létesült, mint a Związek Młodzieży Polskiej (Lengyel Ifjúsági Unió, 1920) és a Towarzystwo Przyjaciół (Barátok Társasága, 1938). A Barátok Társaság hozta létre a Muzeum Ziemi Bieckiej (Bieczi földek Múzeuma) intézményét.
1934-ben a Ropa folyó addig soha nem látott méretű áradása elmosta a vasúti töltéseket és a folyó menti házakat.
A második világháború kitörése véget vetett a kulturális élet virágzásának. A háború nagy veszteségeket okozott a városban és környékén. A még jobban érintett Jasło városából a lakosság nagy részét Bieczbe telepítették át, így a lakosság száma 1944-re 5973-ra nőtt.
1942–1943 folyamán a megszálló német erők a zsidó lakosság nagy részét meggyilkolták. 1942-ben egyetlen alkalommal 200 zsidót végeztek ki nyilvánosan a város főterén.
A lakosság körében megerősödtek a nacionalista és hazafias érzelmek, sokan csatlakoztak a lengyel ellenállási mozgalmakhoz, a Honi Hadsereghez és a Bataliony Chłopskie (Parasztzászlóaljak) nevű szervezethez, és ezekben aktív partizántevékenységet folytattak.
A második világháború után Bieczben is megkezdődött az újjáépítés. Az első új és helyreállított épületek az oktatás céljait szolgálták, több főiskola és szakiskola létesült. 1949-ben új közkönyvtárat emeltek, 1953-ban pedig körzeti múzeumot nyitottak meg. Az 1970-es években megnyílt új intézmények között szállodák, éttermek, szövetkezeti létesítmények, egészségközpont, óvoda volt. Az 1980-as években 150 családi ház épült.
1950–1953 között felújították és megerősítették a városháza tornyát, a kupolát rézlemezzel borították. Később hozzáfogtak a torony falát borító sgraffito hosszadalmas és költséges helyreállításához is. Számos felújítási és állagvédelmi munkát végeztek a város legnagyobb templomában is.
1955-ben a városháza falán emléktáblát helyeztek el Adam Mickiewicz születésének 100. évfordulója alkalmából. Az 1970-es években emlékműveket emeltek a két világháború áldozatainak. 1989-ben mellszobrot állítottak Macin Kromernek, a város neves polgárának és jótevőjének, halálának 400. évfordulójára.

### 1990 után
A rendszerváltás után számos restaurációs projekt indult meg. 2000-ben befejeződött a 15. századi harangtorony teljes restaurációja. Számos fontos restaurációs munkát végeztek el a 14. századi Corpus Christi-templomban, többek között 2002-ben restaurálták a főoltárt, 2004-ben Ávilai Szent Teréz oltárát, 2005-ben pedig kicseréltek egy sor fontos tartóelemet.
2001 márciusában alapítványt hoztak létre a Hedvig lengyel királynő által alapított Szentlélek-kórház felújítására. 2005 április 21-étől a városi önkormányzat rendeletére újra bevezették a hagyományos trombitaszólók rendszerét, 2009-től ezt a városháza tornyából folytatták.
2006. június 8-án Szent Hedvig relikviáit körmeneten vitték el azokra a helyekre, ahol a királynő annak idején valószínűleg megfordult.
2007. július 1-én ünnepelte a város megalapításának, a „magdeburgi” városi jogok megszerzésének 750. évfordulóját. 2008. október 16-án megnyílt a várost övező körgyűrű.

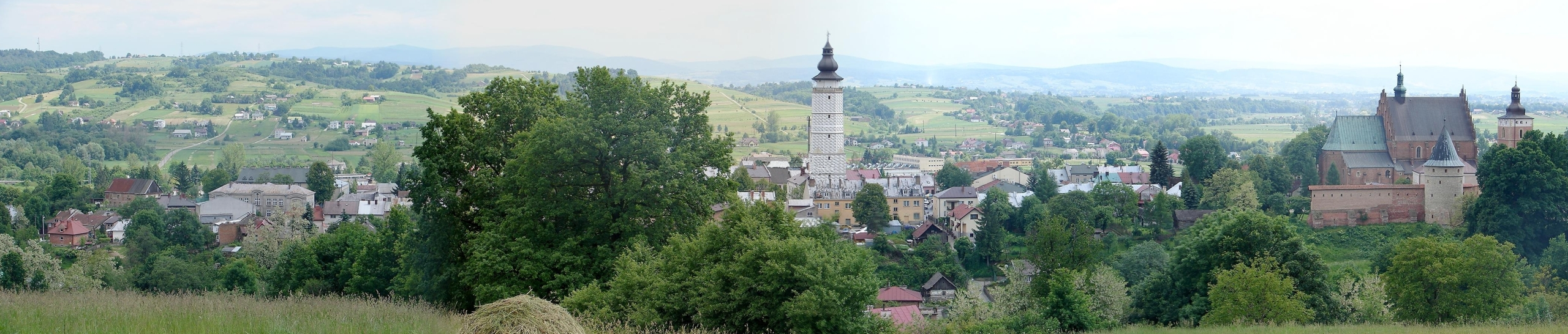
Biecz óvárosának látképe

## Demográfia
| Történelmi népesség                 | Történelmi népesség | Történelmi népesség | Történelmi népesség | Történelmi népesség | Történelmi népesség |
| Év                                  | Lakosság            |                     |                     |                     |                     |
| ----------------------------------- | ------------------- | ------------------- | ------------------- | ------------------- | ------------------- |
| 1398                                | ~3000               |                     |                     |                     |                     |
| 16. század közepe                   | ~3700               |                     |                     |                     |                     |
| 1626                                | ~1617               |                     |                     |                     |                     |
| 1695                                | ~1030               |                     |                     |                     |                     |
| 1784                                | 1783                |                     |                     |                     |                     |
| 1815                                | 1770                |                     |                     |                     |                     |
| 1850                                | 2330                |                     |                     |                     |                     |
| 1880                                | 2930                |                     |                     |                     |                     |
| 1900                                | 3180                |                     |                     |                     |                     |
| 1914                                | 3825                |                     |                     |                     |                     |
| Source: T. Ślawski, Biecz i okolice |                     |                     |                     |                     |                     |

Biecz kis város, 5000 fő körüli lakosságával a Kis-lengyelországi vajdaságban is csak a 44. helyet foglalja el. A 14. század elején a városban és környékén a teljes lakosság csak 500 fő körül volt. A város felvirágzásával a 16. század közepére ez a szám 3700-ra emelkedett. Ekkoriban a legnagyobb lengyel városok közé tartozott. A svéd háborúk, nagy városi tűzvészek nyomán a 17. század elejére a népesség körülbelül 1800 főre esett vissza. 1721-ben pestisjárvány tört ki, amit csak 30 lakos élt túl. A második világháborús német megszállás újra népességcsökkenést eredményezett eleinte, majd 1944-ben a környező falvak lakossága a városba menekült, ennek következtében ott 5973 fővel átmenetileg rekordnépesség alakult ki.
A 20. század végén, 21. század elején Biecz lakossága lassan csökkenő tendenciát mutat. A munkanélküliség és a felsőfokú tanulmányok lehetőségének hiánya miatt elvándorlási tendencia érvényesül. A 2007-es népszámlálás szerint a lakosság száma 4575 fő volt, 73-mal kevesebb, mint a megelőző évben.

## Nevezetességek

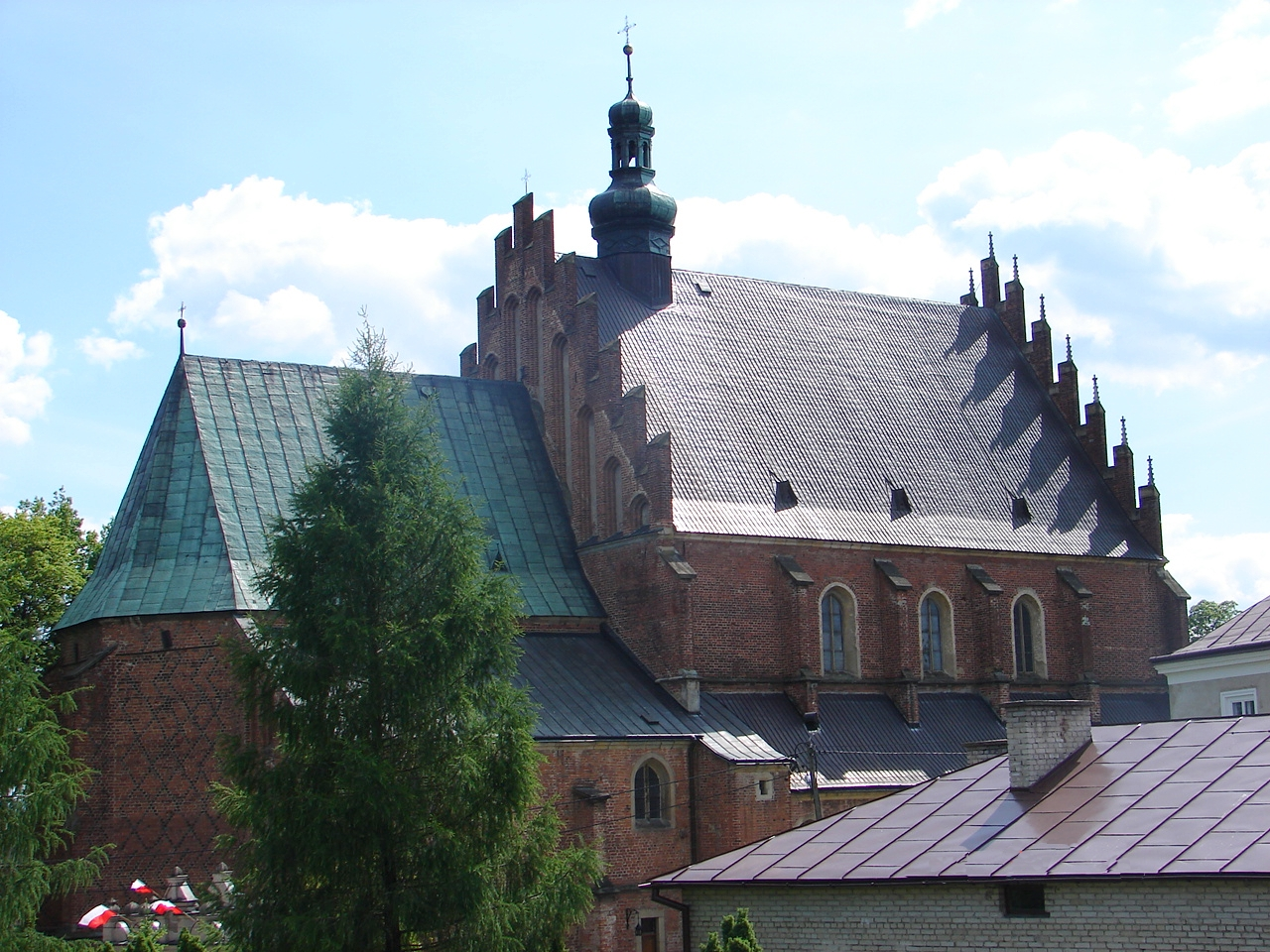
A Corpus Christi templom Biecz városában

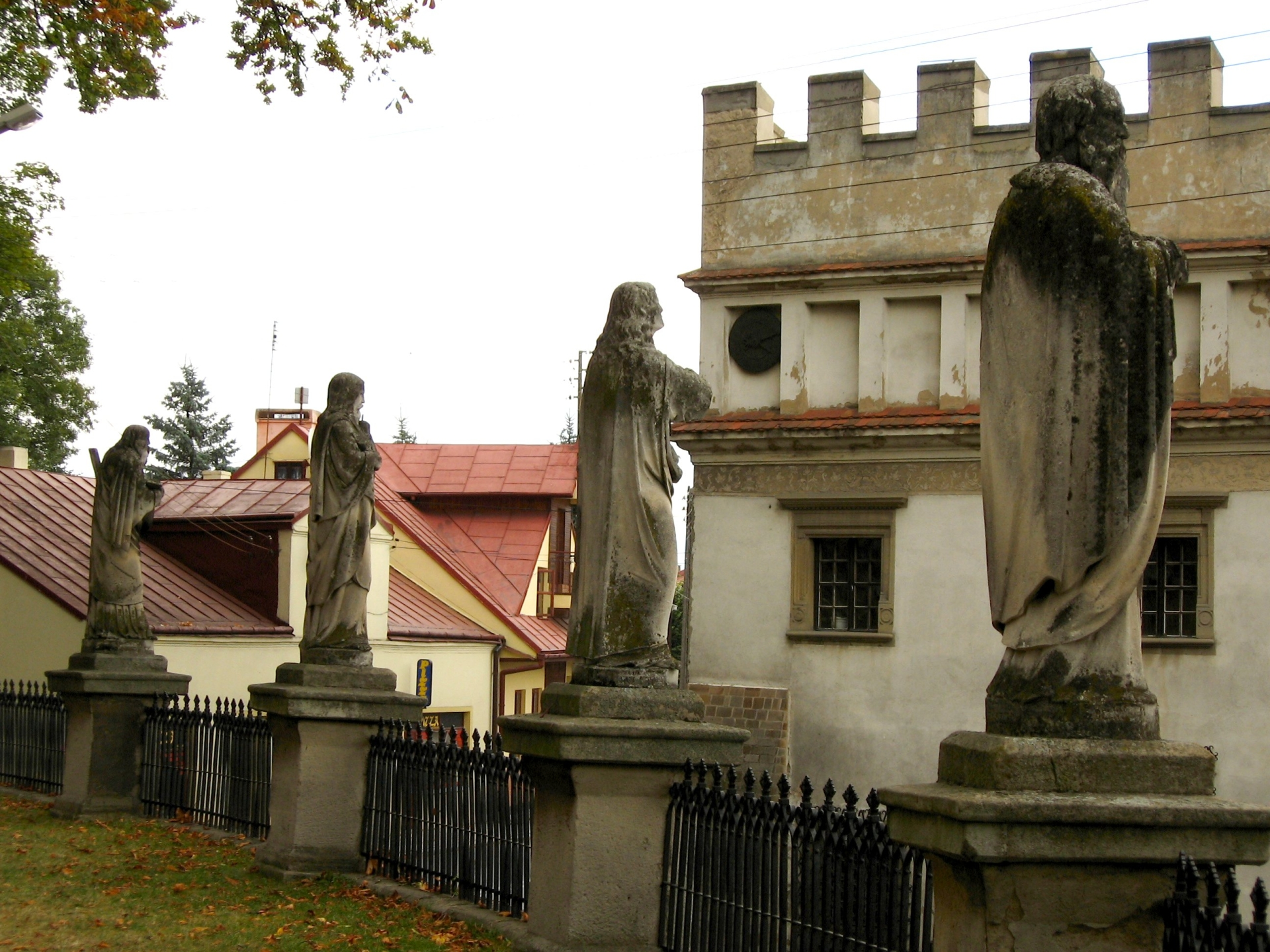
A magyar apostol-szobrok

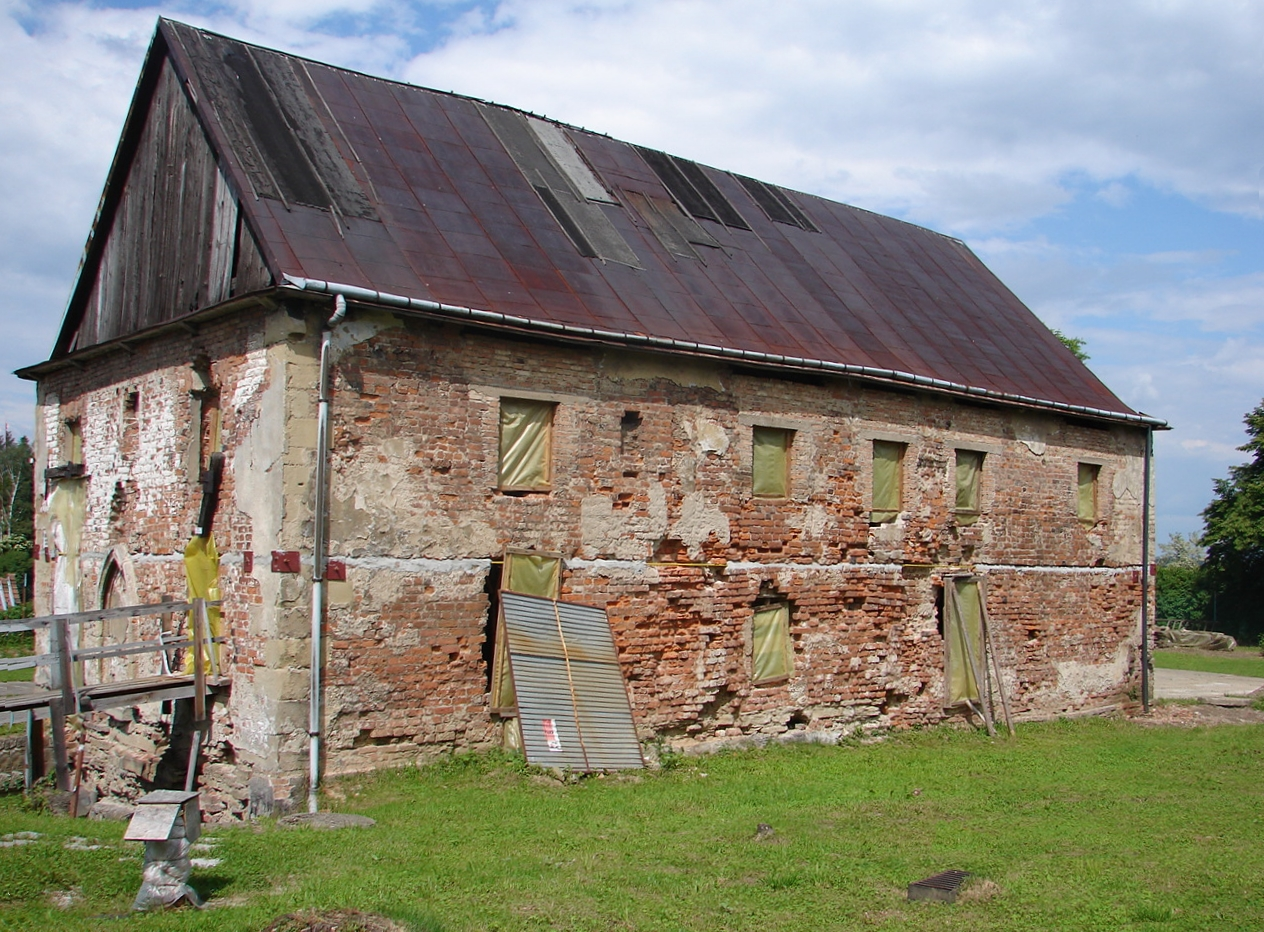
A Szentlélek-kórház, a legrégebbi kórházépület Lengyelországban

A város hosszú és gazdag története – valamint az is, hogy az újkori ipari fejlődés fő áramlataiból már nagyrészt kimaradt – sok értékes épület keletkezését és fennmaradását tették lehetővé.

### Corpus Christi-templom
A lengyelül Kościół Bożego Ciała nevű templom építését a 14. század elején kezdték meg, a lengyel gótika stílusában, annak is az észak-európai „tégla-gótika” változatában. Ez a templom őrzi Szent Hedvig ereklyéit. A templom legrégebbi része a kórus, amit 1480 előtt fejeztek be. A mai főhajó 1519-ben épült az addigi templomhoz, az oltár 1604-ben készült el. Ugyancsak ebben az évben helyezték el a szószéket. Nyolc kápolna is tartozik a templomhoz. A templom mellett áll a harangtorony, ami eredetileg, a 14. században, a vár egyik védő tornya volt, a mészárosok céhének a felügyelete alatt. A harang szintén a 14. századból való, ma már a városi Kromer múzeumban őrzik.
A templom külső falait a 12 apostol szobrai díszítik, amiket magyar mesterek faragtak a középkorban.

### Városháza
Az eredetileg szintén gótikus városházát a 16. században átépítették, hogy megfeleljen  a Bieczhez tartozó körzet közigazgatási szükségleteinek. Lengyelország első felosztása után azonban a körzet megszűnt, és az épület egyes részei használaton kívül kerültek. A 19. században a keleti szárnyat le is bontották.
A városháza régi harangtornya 1569-ben összeomlott. Újjáépítése 1580-ig tartott. Magassága ma 58 méter, egyben a város legmagasabb épülete. A falakat sgraffito borítja.
A harangtorony díszes csúcsa az 1903-as tűzvészben semmisült meg. Fazsindelyből építették újjá, aztán 1998-ban rézburkolatot kapott. A középkorban a városháza harangtornyából hangzott el naponta háromszor, a kapuk nyitásakor, zárásakor, valamint délben a hagyományos trombitaszóló. Ennek a tradíciónak az első torony összeomlása vetett véget, amikor a trombitás is meghalt. 2005-ben felújították a hagyományt, és azóta minden délben újra elhangzik a trombitajáték.
A torony alsó részében a középkorban börtön volt. Ma itt múzeum van, ahol láthatók a régi rabok feliratai a falakon, valamint  középkori kínzóeszközök.

### Szentlélek-kórház
Hedvig lengyel királynő 1395 július 25-én adott utasítást a kórház felépítésére. Az építkezés költségeire adóengedményeket adott, a működési költségekre pedig birtokadományokkal állandó jövedelmeket biztosított.
A 18. században a kórházhoz csatlakozó templomot lebontották, a 19. században a kórház épületét is felújították. Egészen 1950-ig szolgálta a szegények ápolását, ekkor bentlakásos fiúiskolának alakították át. Egy új iskola elkészülte után az épületet magára hagyták. A restaurációs munka csak az 1980-as években indult meg, de aztán a politikai események miatt ez is abbamaradt. Ma csak a falak és az állagvédő tetőzet látható.

### Vár
Biecz történelme során három vár (kastély) is volt a területén; mára csak az egyiknek a romjai maradtak fenn. A második a ferencesek temploma helyén volt, a harmadik pedig a kórház területén.
A gótikus királyi várkastély romjai a várhegy tetején vannak. Ez az épületegyüttes a 13. században épült kőből egy korábbi szláv erődített település helyén. Az egész hegyet védőfallal vették körül. Az északi kaput torony és híd védte. A déli fal alatt folyt a Ropa folyó.
A vár már a 15. században elvesztette katonai jelentőségét. 1475-ben IV. Kázmér lengyel király elrendelte a lebontását. Köveit széthordták, már csak az alapjai láthatóak.

## Fordítás
- Ez a szócikk részben vagy egészben  a   Biecz című lengyel Wikipédia-szócikk ezen változatának fordításán alapul.  Az eredeti cikk szerkesztőit annak laptörténete sorolja fel. Ez a jelzés csupán a megfogalmazás eredetét és a szerzői jogokat jelzi, nem szolgál a cikkben szereplő információk forrásmegjelöléseként.
- Ez a szócikk részben vagy egészben  a   Historia Biecza című lengyel Wikipédia-szócikk ezen változatának fordításán alapul.  Az eredeti cikk szerkesztőit annak laptörténete sorolja fel. Ez a jelzés csupán a megfogalmazás eredetét és a szerzői jogokat jelzi, nem szolgál a cikkben szereplő információk forrásmegjelöléseként.